# Alvin és a mókusok
Az Alvin és a mókusok, eredetileg David Seville és a mókusok vagy egyszerűen a mókusok, egy amerikai animációs virtuális együttes, amelyet Ross Bagdasarian hozott létre egy újdonságlemezre 1958-ban. A csoport három énekes animált antropomorf mókusból áll: Alvin, a huncut, de jószívű rendbontó; Simon, a magas, szemüveges értelmiségi; és Theodore, a pufók, félénk. A triót emberi örökbefogadó apjuk, David (Dave) Sevilla irányítja. A valóságban a "David Seville" volt Bagdasarian színpadi neve, és maguk a mókusok is eredeti lemezkiadójuk vezetőinek nevét viselik. A karakterek sikert arattak, az éneklő mókusok és menedzserük több animációs rajzfilm-produkcióban kapott életet, újrarajzolt, antropomorf mókusok és végül filmek felhasználásával.
A csoport hangjait Bagdasarian adta elő, aki felgyorsította a lejátszást, hogy magas hangú, nyikorgó hangokat hozzon létre. Ez a gyakran használt folyamat nem volt teljesen újdonság Bagdasarian számára, aki két korábbi újdonság-dalhoz is felhasználta, köztük a "Witch Doctor" -hoz, de annyira szokatlan és jól kivitelezett, hogy a mérnöki munkákért két Grammy-díjat kapott. A mókusokként fellépő Bagdasarian albumok és kislemezek hosszú sorát jelentette meg, a "The Chipmunk Song" első számú kislemez lett az Egyesült Államokban. Bagdasarian 1972-ben bekövetkezett halála után a karakterek hangját fia, ifjabb Ross Bagdasarian és utóbbi felesége, Janice Karman adta elő az 1980-as és 1990-es évek következő inkarnációiban.
A 2007-es CGI / élőszereplős filmadaptációban, valamint annak 2009-es, 2011-es és 2015-ös folytatásaiban Justin Long, Matthew Gray Gubler és Jesse McCartney párbeszédben hangoztatták őket. Ifj. Bagdasarian és Karman továbbra is Alvin, Theodore és a Chipettes énekhangjait adják elő, de Steve Vining adja Simon énekhangját. A projekt öt Grammy-díjat, Amerikai Zenei Díjat, Golden Reel Díjat és három Kids 'Choice Díjat kapott, és három Emmy-díjra jelölték. 2018-ban A mókusok csillagot kaptak a hollywoodi hírességek sétányán.
A CGI-animációs tévésorozat újraindul, ALVINNN!!! és a mókusok, a Nickelodeon premierjén 2015. augusztus 3-án.
A franchise folyamatos sikere révén a mókusok minden idők legsikeresebb gyermekművészévé váltak, miközben két első kislemezt szereztek a Billboard Hot 100-on, öt Grammy-díjat nyertek, négy legjobb 10 albumuk volt a Billboard 200-on, három tanúsított platina albumok és a "The Chipmunk Song" dal minden idők egyik legkelendőbb kislemezévé vált, 5 millió eladott fizikai példánnyal.

## Filmográfia

### TV műsorok
| Sorozat száma | Cím                     | Műsorszórás | Eredeti csatorna               | # Epizód összesen | # Évad összesen |
| ------------- | ----------------------- | ----------- | ------------------------------ | ----------------- | --------------- |
| 1             | Az Alvin Show           | 1961–62     | CBS                            | 26 rész           | 1               |
| 2             | Alvin és a mókusok      | 1983–90     | NBC                            | 102 rész          | 8               |
| 3             | ALVINNN!!! és a mókusok | 2015–jelen  | M6 (Franciaország) Nickelodeon | 81 rész           | 4               |